# 沙赫利姆尼爾
沙赫利姆尼爾（丹麥語和挪威語：Sæhrímnir），在北歐神話中，是一隻每天被宰殺而後復活的神豬。專門供應給英靈殿（Valhalla）的英靈戰士們（Einherjar）食用。負責烹煮的是神的廚師安德赫利姆尼爾（Andhrímnir），他會用大鍋艾瑞尼爾（Eldhrimnir）烹調美味的菜餚供英靈戰士們享用。